# Петаваттху
Петаваттху (пали «Истории о голодных духах», เปตวตฺถุปาฬิ) — седьмая книга Кхуддака-никаи, сборник, объединяющий 51 ваттху, повествующую о том, как недобродетельные люди перерождаются в мире претов, мире голодных духов или адских обителях. По аналогии с историями из книги Виманаваттху, каждая из историй повествует о неблагих деяниях при жизни человеком и последующем перерождении в низших мирах. Фактически, данные истории служат иллюстрациями к объяснению закона кармы. Первый перевод Петаватту на русский язык осуществлён Иваном Павловичем Минаевым, издан в 1864 году.

## Состав
- Урагавагга
- Уббаривагга
- Чулавагга
- Махавагга